# Gee Gee & Soluna

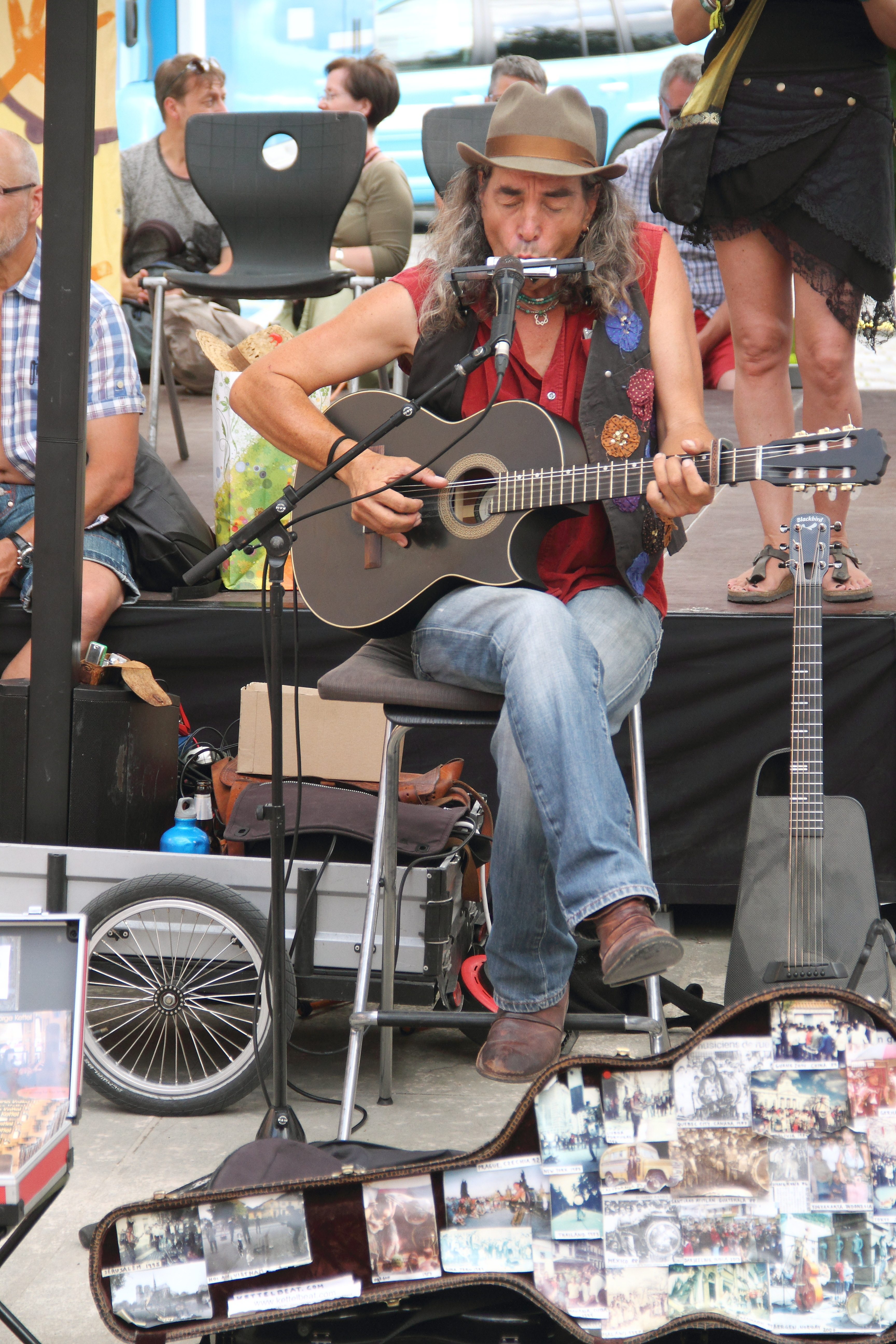
Gee Gee Kettel auf dem Rudolstadt-Festival 2018

Gee Gee & Soluna ist der Bandname des Folk- und Straßenmusik-Duos Gee Gee Kettel (* 1959 in der Nähe von Stuttgart) und seiner Tochter Soluna Samay. 2012 vertrat Samay als Solokünstlerin Dänemark beim Eurovision Song Contest 2012 im aserbaidschanischen Baku.

## Biografie
Seine Karriere als „One-Man-Straßenmusikband“ begann Gee Gee Kettel (bürgerlich: Gerd George Kettel) Ende der siebziger Jahre. Teilweise allein unter der Bezeichnung Bombadil’s Big Band, teilweise zusammen mit dem Pantomimen Habbe Ehrenfeld trat er als Straßenmusiker in bundesdeutschen Fußgängerzonen sowie auf ersten Festivals auf. 1983 bereiste er die USA, tourte mit einem alten Schulbus an der Westküste und hatte gelegentlich Auftritte in Radioprogrammen. In den Jahren 1984/1985 folgten längere Aufenthalte und Touren in Thailand, Malaysia, den Philippinen, Indonesien und Japan. An den thailändischen Stränden trat Kettel zeitweilig zusammen mit den Straßenmusikern Chris Lejeune, Jim Franklin und Bernd Snyder auf. Zurück in den USA, entstand das erste, in Cassettenform vertriebene Album mit dem Namen Hot Feet.

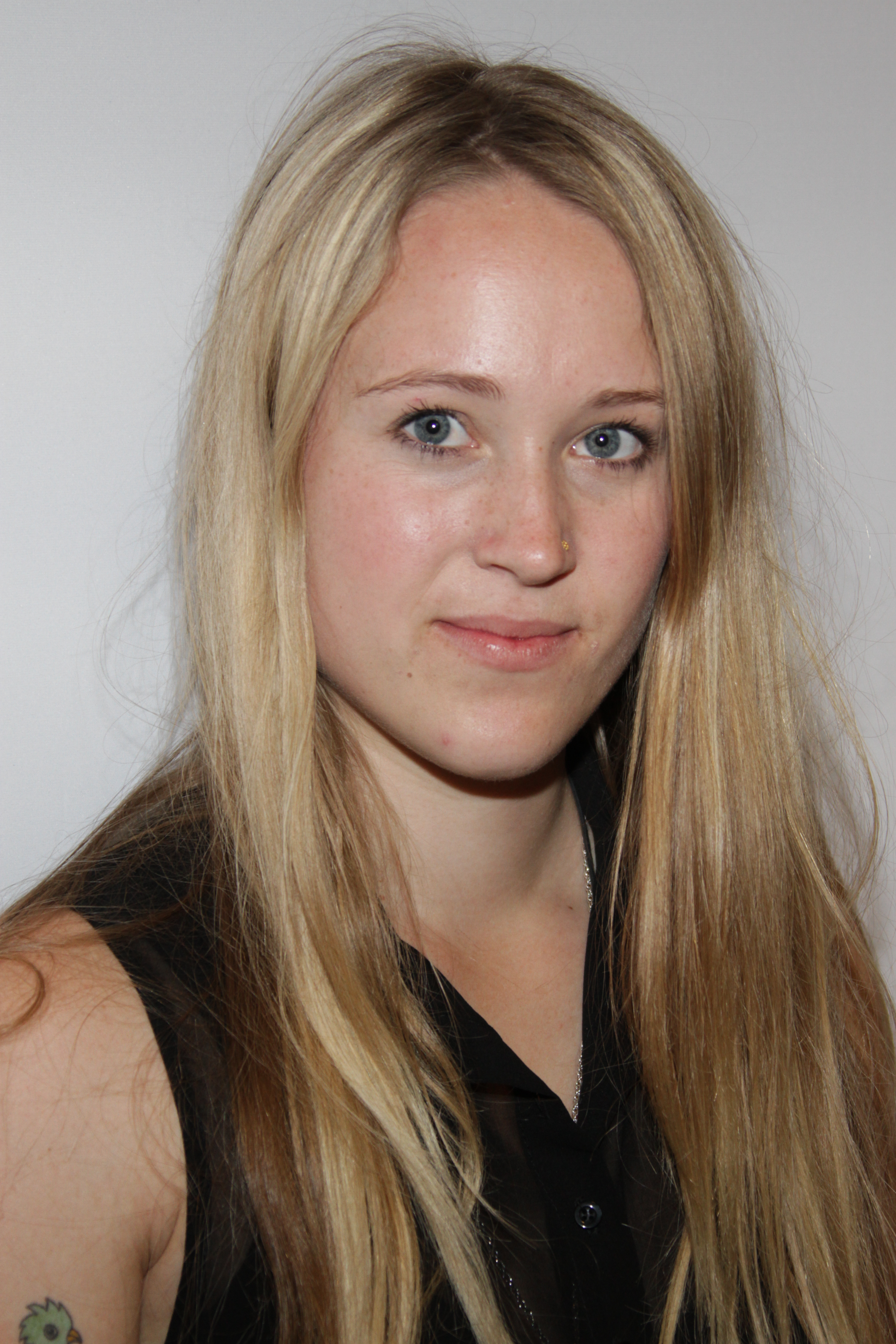
Soluna Samay bei Radio Hamburg 2012

Zusammen mit seiner damaligen Partnerin Annelis, einer Schweizerin, unternahm Kettel 1989 eine längere Reise nach Südamerika. 1990 ließen sie sich in Guatemala nieder, wo im August ihre Tochter Soluna Samay zur Welt kam. 1992/1993 folgten Tourneen in Osteuropa sowie einige Fernsehgastspiele (ZDF-Fernsehgarten sowie bei Hans Meiser auf RTL). Zwischenzeitlich erschienen war ein zweites, in Guatemala aufgenommenes Cassetten-Album mit dem Titel Live at the Circus Bar. Durch Vermittlung des Gitarristen Dagobert Böhm produzierte Kettel 1993 die erste reguläre CD: One Man Bandstand. CD zwei, Rockin´the Rhythm, Rollin`the Blues, folgte ein Jahr später im Oktober 1994. Unterbrochen von Winteraufenthalten in Guatemala, absolvierte er bis Ende der neunziger Jahre weitere Tourneen – unter anderem auch in den Nahen Osten sowie in mehrere afrikanische Länder.
Die Auftrittskonstellation mit seiner Tochter Soluna ergab sich Kettels Webseiten-Biografie zufolge situationsbedingt. Nachdem sie schon als Kind bei Auftritten mit dem Hut herumgegangen war, kaufte Kettel ihr mit fünf Jahren ein Kinderschlagzeug. Auch bei den Sommertouren war Soluna zunehmend fester Bestandteil des Programms. Bleibende Eindrücke hinterließ das Duo aus Vater und Tochter etwa auf Folkfestivals wie dem Notodden Blues Festival und dem Tonder Folk Festival. Ihren Einstand als Schlagzeugerin und Background-Sängerin gab Soluna schließlich auf der CD Road Songs.
In den folgenden Jahren folgten weitere Auftritte, Tourneen und CDs, bei denen Soluna mehr und mehr den Part der Bassgitarre beziehungsweise des Kontrabasses übernahm. Auftritts- und Lebensschwerpunkt waren seit Mitte der neunziger Jahre die skandinavischen Länder, vor allem Norwegen. Die erste CD mit gemeinsamem Repertoire und unter dem Namen Gee Gee & Soluna war das Album The Beat goes on. 2000 bis 2010 folgten weitere Tourneen, darunter unter anderem auch in Kuba, Festivalauftritte sowie CD-Veröffentlichungen. Weitere CD-Veröffentlichungen folgten: "Thinking Of You" (2004), "Movin' On" (2006) "Just Passing Through" (2009) das Live-Album "Streetwise: Live in Bergen, Norway" (2011) sowie die CD "The Best Of Soluna Samay & Gee Gee Kettel" (2012) Der größte Teil des auf CD erschienenen Repertoires steht mittlerweile auch als Musik-Download in Apples iTunes Music Store, Amazon und anderen Download- und Streaming-Portalen wie Spotify zur Verfügung.
Als Solokünstlerin veröffentlichte Soluna Samay, die mittlerweile in Kopenhagen lebt, 2011 das Album Sing Out Loud. Im Januar 2012 trat sie beim Dansk Melodi Grand Prix mit dem Song Should've Known Better an und gewann den Vorentscheid für den Eurovision Song Contest im aserbaidschanischen Baku. Das Lied wurde von Remee, Chief 1 und Isam B. kreiert.

## Musikalischer Stil
Auf seiner Webseite sowie seiner Seite bei MySpace benennt Gee Gee Kettel Bluesmusiker wie Mississippi John Hurt und Doc Watson, Folksänger wie Bob Dylan und Woody Guthrie, Roots-Rock-Größen wie die Kinks, John Fogerty sowie die Reggae-Ikone Bob Marley als Vorbilder. Obwohl neuere Veröffentlichungen von Gee Gee & Soluna auch Eigenkompositionen enthalten, besteht der Hauptteil des Repertoires aus Coverversionen. Die schnörkellose, auf den Punkt kommende Interpretation erfolgt im abgespeckten, Akustikgitarre-dominierten und mit nur wenigen Roots-Instrumenten angereicherten Folk- und Straßenmusik-Sound. Das Repertoire der beiden beschränkt sich nicht auf Folk- und American Roots-Klassiker (Beispiele: 500 Miles, Hit the Road Jack, Sixteen Tons, The Cuckoo), sondern enthält auch Pop-Titel wie beispielsweise California Dreamin’ oder den Sade-Hit Smooth Operator. Typisch für die Musik von Gee Gee & Soluna sind die wechselhaften Gesangspassagen (mal singt Kettel allein, mal beide; bei einigen neueren Aufnahmen bestreitet Soluna Samay den Leadvocals-Part) und der sich daraus ergebende Kontrast – zwischen Gee Gee Kettels rauchiger Folksinger-Stimme und der hellen Teenager-Stimme von Soluna Samay.

## Diskografie

### Gee Gee Kettel
- One Man Bandstand (1992)
- Rockin’ The Rhythm, Rollin’ The Blues (1993)
- Road Songs (1999)
- Lucky 7 (2007)
- One Man Band (2010)
- Songster's Paradise (2015)
- Still Working For Your Smile (A Leonard Cohen Tribute) (2016)
- Some Kind of Gypsy Boy (2022)
- Lass uns auf die Reise gehn (2022)

### Gee Gee & Soluna
- The Beat Goes On (Ozella Music; 2001)
- Thinking Of You (Ozella Music; 2004)
- Movin’ On (Chocolate Factory; 2006)
- Lucky Seven (Funky Farm Records; 2007)
- Just Passing Through (Chocolate Factory; 2008)
- Streetwise (Funky Farm; 2009)
- The Best Of Soluna Samay & Gee Gee Kettel (Chocolate Factory; 2011)